# بخش بل‌ویدر، شهرستان گود-هیو، مینه سوتا
بخش بل‌ویدر (به انگلیسی: Belvidere Township) یک منطقهٔ مسکونی در ایالات متحده آمریکا است که در شهرستان گودهیو، مینه‌سوتا واقع شده‌است.
 بخش بل‌ویدر ۹۲٫۲ کیلومتر مربع مساحت و ۴۵۸ نفر جمعیت دارد و ۳۳۵ متر بالاتر از سطح دریا واقع شده‌است.